# 飛驒トンネル

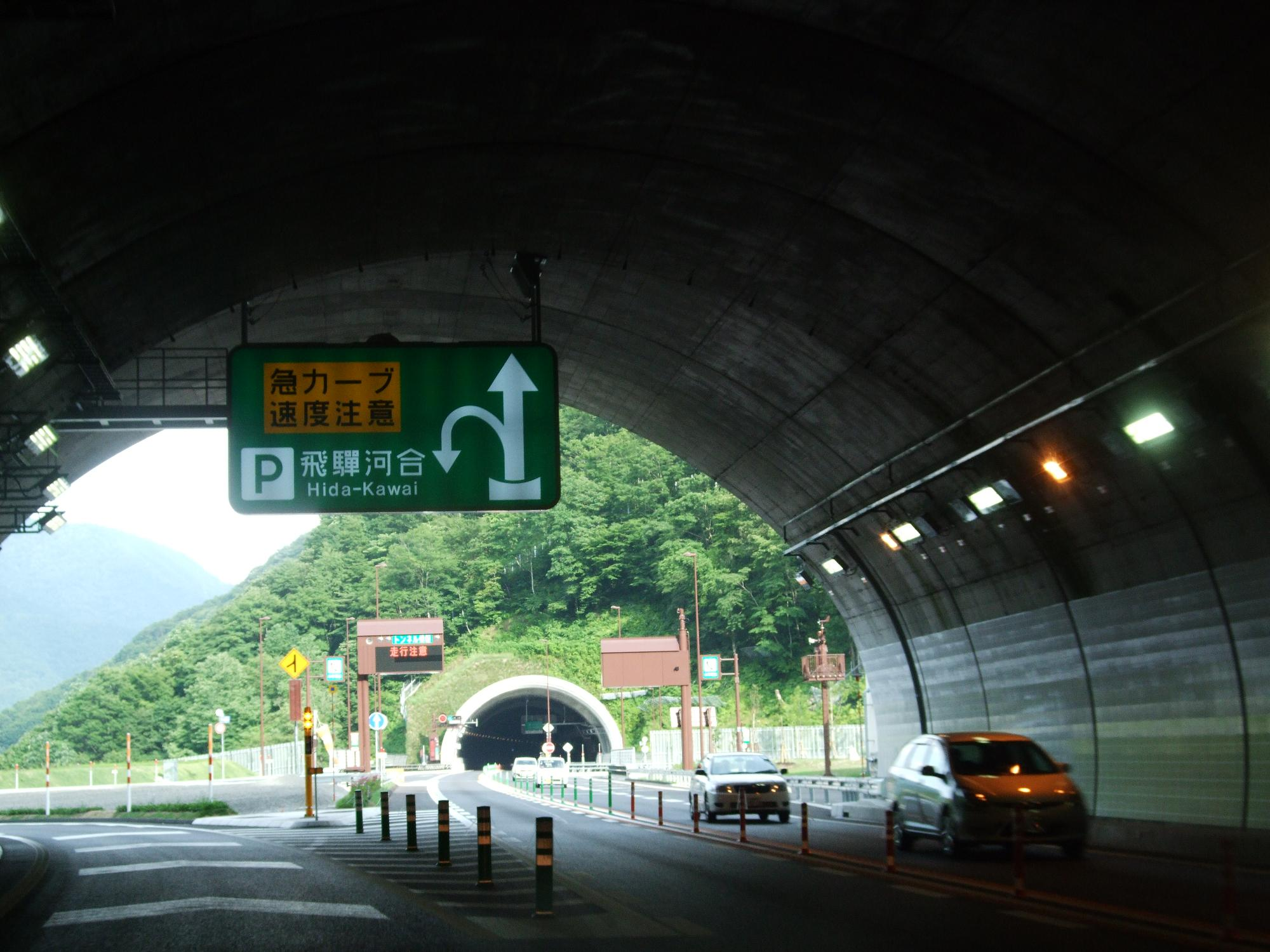
飛驒河合PAへの分岐

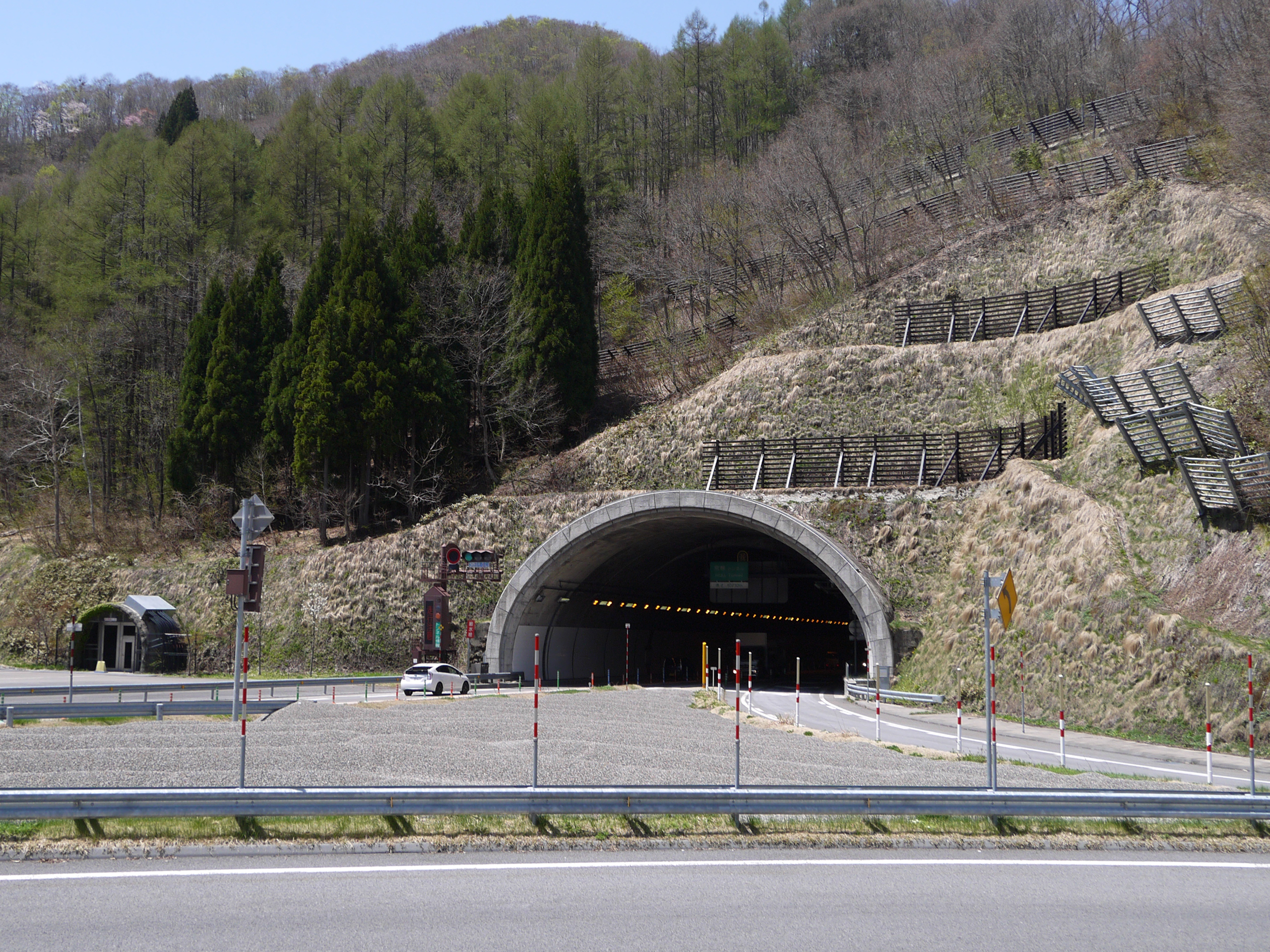
本坑と避難坑（左）

飛驒トンネル（ひだトンネル）は、岐阜県の飛驒市と大野郡白川村との間にある東海北陸自動車道のトンネル。
全長は10,712 mで道路トンネルとしては山手トンネル（首都高速中央環状線）・関越トンネル（関越自動車道）に次いで日本国内3位、世界では39位の長さである。（en:List of longest road tunnels参照）

## 概要
長大トンネルとしては、九州自動車道の肥後トンネル同様、トンネル内に県境がない。また本トンネルは暫定2車線で開通しているため対面通行であり、さらに下り線（小矢部・砺波方面）では下り勾配により速度が増すため運転の際は特に注意が必要である。
国道360号天生峠は幅員狭小で急カーブや急勾配が続き、1年の約半分が冬期通行止めであることに加えて夏季であってもがけ崩れなどによる通行規制が絶えない。高山方面から世界的な観光地である白川郷・五箇山方面へ向かう観光バスは、一旦荘川ICへ向かい、そこから国道156号を北上するという大回りなルートの選択を余儀なくされていた。飛驒トンネルは単に高速道路の一部というだけではなく、そういった山岳地方特有の問題を解消する役割も担っている。
トンネルは断面積16 m2の先進坑（避難坑）と同130 m2の本坑で構成され、ルートについては飛驒河合PAと白川郷ICとをほぼ一直線に結ぶ、籾糠山（標高1,744 m）を貫くコースとなっている。
またトンネルには換気立抗がなく、車道下（工事上掘った作業坑がある区間ではそれを換気坑として利用）に換気坑が設けられている（長大トンネルとしては世界初の選択集中排気式縦流換気システムを採用）。なお、工期に間に合わずまだモルタル吹きつけのみのところが残っており数年後にもう一度施工し直す予定がある。

### 建設工事
先進抗は飛島建設・鉄建建設JVが担当し、TBM「天生太郎」の設計製作は三菱重工業が担当した。籾糠山はそれまでトンネルの掘削例がなく、ボーリング調査もほとんどうまくいかなかったためまさに「蓋を開けてみるまでわからない」状態で工事が開始された。当初より難工事が予想されていたため、工事入り口部には「臥薪嘗胆」の文字が掲げられた。この難工事の一連は、飛島建設が動画にまとめて公開をしている。
最大土被りは1,000 mを超え、水圧は5.4 MPa（55 kgf/cm2）、最大湧水量は毎分70 tになるなど青函トンネル以上の数値となり、刻々と変わる地盤と相俟って、建設開始当初の予想を超えた難工事となった。その過酷さを証明するかのように投入されたトンネル掘削機（先進坑に直径4.5 mの「天生太郎（フルシールド型）」、本坑用に同12.84 mの「夢天生2000（改良オープン型）」）のうち「天生太郎」については、幾多の水抜坑を設置し、カッター部分を改良しながら掘削を進めてきたが、貫通まで残り310 m地点で土圧により圧壊して停止してしまった。TBMにはカッターヘッドの後ろにリング状シールドを形成するライナーを設置する装置があるがこの部は開口部があり強度が低いため強大な地圧により圧壊し土砂が侵入して停止した。破壊が高度で修復が困難なため、機器の一部を壁面に残して解体撤去された。
その後、今後の掘削に関する委員会が開かれ、トンネル掘削機が使用できなかった箇所はNATM工法による掘削を行った。なお、天生太郎の側壁部分はトンネルの一部としてそのまま残される事となった。この天生太郎が掘り進んだ避難坑の掘削データにより、本坑の夢天生2000も軟弱地盤に埋もれるなどしたが、危険に阻まれながらもなんとか掘り進んだ。その夢天生2000も、貫通後に天生太郎とほぼ同じ場所でやはり外殻が変形するとともに土砂が流入し埋没したため外殻をトンネルの一部分として残されている。
本坑は大成建設・西松建設・佐藤工業JVが担当し、TBM「夢天生2000」の設計製作は三菱重工業・川崎重工業・コマツ・日立造船JVが担当した。本坑貫通後再び貫通点での崩落など異常事態が発生し、それが付帯工事の遅れにも波及してしまう。その結果、現場の切実な声に中日本高速道路株式会社は2007年度（平成19年度）末としていた開通時期を変更せざるを得ない状況になってしまった。
なお、本トンネルは入口間の高低差が約214 mあり、白川村側から飛驒市側へ2 %の上り勾配である。施工時の排水や、飛驒市側坑口の交通が不便であったことを考慮して、当初は白川村側からのみの掘削予定であったが、前述の難工事ゆえ迎え掘りの必要に迫られ、飛驒市側から下り勾配での突っ込み施工を急遽行ったため、両側での掘削開始時期が異なっている。
前述の通り当初の開通予定（当初は2005年に愛知県で開催された愛・地球博前の完成を予定していた）より3年9か月（延期後の開通予定からも更に3か月余り）遅れての開通となった。総事業費は約1,000億円。
これら一連の土木史上稀に見る難工事にもかかわらず、同様に難工事であった青函トンネルや安房トンネルと異なり死亡事故0を達成している。

## 沿革
- 1993年（平成5年）11月19日 : 施工命令
- 1996年（平成8年）10月 : 白川村側から先進坑の掘削開始
- 1998年（平成10年）4月 : 白川村側から本坑の掘削開始
- 2001年（平成13年）4月 : 河合村（現在の飛驒市）側から先進坑・本坑の掘削（迎え掘り）を開始
- 2006年（平成18年）3月31日 : 先進避難抗貫通
- 2007年（平成19年）1月13日午前 : 本抗が貫通、貫通式を挙行
- 2008年（平成20年）
  - 7月5日 : 飛驒トンネルを含む飛驒清見IC - 白川郷IC (25.0 km) の開通により供用を開始
  - 10月 : 点検によりトンネル中心部のタイル製内壁パネル約300枚にひび割れが生じていることが判明[5]
- 2009年（平成21年）4月16日 : 20時から翌朝6時まで通行止めにしてタイル製内壁パネルの補強を実施[6]

## 特記事項

### 名称
工事開始時には、上を通る天生峠から名前をとって天生トンネル（あもうトンネル）という名称がついていたが、同じ飛騨地方にある安房トンネル（あぼうトンネル）と紛らわしいとの指摘が岐阜県知事からあり、工事開始後という異例のタイミングで飛驒トンネルに改名された。トンネル掘削機の「天生太郎」（梶原拓・当時の岐阜県知事が命名）と「夢天生2000」（一般公募により命名）は、旧称の天生トンネルから名づけられたものであり、工事終了までそのままの名称で使われた。

### 特別料金
飛驒トンネルを含む飛驒清見IC - 白川郷IC間は、対距離料金が他区間に比べ1.6倍で設定されている（飛驒特別区間）。ETC無線通信による通行車両は、普通区間と同等料金に値下げされる（2034年3月31日まで）。
2011年（平成23年）8月1日から2014年（平成26年）3月31日までの期間、関越自動車道の関越トンネルや中央自動車道の恵那山トンネルを含めた3区間で、全ての車種（現金・ETC問わず）で普通区間と同等の料金に値下げされていた。

### 通行制限
長大トンネルのため、飛驒トンネルを含む飛驒清見IC - 白川郷IC間では石油・薬品などを積載したタンクローリーなどの危険物積載車両の通行が禁止されている。

### トンネル設備
降雪地帯のため、両端のトンネル坑口路面には融雪・凍結防止用のヒーターが埋設されている。
また、トンネル内でのラジオ放送再送信サービスはAMのNHKラジオ第1放送（高山792 kHz、名古屋729 kHz）の2局のみ（その他の放送局やFM局が受信困難であるため）。
携帯電話はNTTドコモ、au、SoftBankの3G、4G(LTE)回線が使用可能。
11 kmに及ぶ長大トンネルのため、トンネル区間中央部付近やその他数か所にドライバーへの気分転換としてピンクと青のアクセント照明が設けられている。
また壁面は白色タイル貼りとなっており、タイル面には袴腰トンネル - 城端トンネルのトンネル連続区間と同じく出口までの距離を1 kmごとに表示してある他電光掲示板による残距離表示もされており、心理的圧迫感を軽減している。
本トンネルにも他の長大トンネル同様トンネル用信号機が設置されているが、河合側入口のみならずトンネル内部にも2か所設置されている。また白川側入口は本トンネルではなく隣の大牧トンネル入口への設置となっている。

### 景観への配慮
トンネルの施工にあたっては周辺環境、特に世界遺産である合掌集落近辺の景観に配慮して、白川村側坑口の高さを原設計より19メートル低くされている。また、取付道路となる白川橋も集落からの景観を壊さないように橋桁をくすんだ「墨色」に塗装してある。
また、作業坑を合掌集落から尾根を1つ越えた鳩谷ダムの近くまで設け、工事用の車両・機材が合掌集落の風景に入らないような配慮も行っていた。

## 隣のインターチェンジ
E41 東海北陸自動車道
(13) 飛驒清見IC - 飛驒河合PA - 飛驒トンネル - (14) 白川郷IC